# Nettenchelys
Nettenchelys is een geslacht van straalvinnige vissen uit de familie van toveralen (Nettastomatidae).

## Soorten
- Nettenchelys bellottii (D'Ancona, 1928)
- Nettenchelys dionisi Brito, 1989
- Nettenchelys erroriensis Karmovskaya, 1994
- Nettenchelys exoria Böhlke & Smith, 1981
- Nettenchelys gephyra Castle & Smith, 1981
- Nettenchelys inion Smith & Böhlke, 1981
- Nettenchelys paxtoni Karmovskaya, 1999
- Nettenchelys proxima Smith, Lin & Chen, 2015
- Nettenchelys pygmaea Smith & Böhlke, 1981
- Nettenchelys taylori Alcock, 1898